# Асен Чолаков (революционер)
Вижте пояснителната страница за други личности с името Асен Чолаков.
Асен Чолаков е български революционер, деец на Вътрешната македонска революционна организация.

## Биография
Асен Чолаков е роден на 2 февруари 1898 година в Павлово или Дупница. Присъединява се към ВМРО, но на 2 юли (или 2 август) 1924 година загива в сражение със сръбска потеря край Смолари.